# Jefferson (Nowy Jork)
Jefferson – town w Stanach Zjednoczonych, w stanie Nowy Jork, w hrabstwie Schoharie.
Powierzchnia town wynosi 43,41 mi² (około 112,4 km²). Według stanu na 2010 rok jego populacja wynosi 1410 osób, a liczba gospodarstw domowych: 985. W 2000 roku zamieszkiwało je 1495 osób, a w 1990 mieszkańców było 1514.